# Càntabre (idioma preromà)
El càntabre preromà era la llengua parlada pels antics càntabres. És en debat si el seu origen és preindoeuropeu o indoeuropeu. La teoria que en l'actualitat gaudeix de major acceptació estableix que la formació del llenguatge i la cultura càntabres entorn del segle viii aC va ser el resultat de la barreja entre pobles indígenes preindoeuropeus i invasors (celtes) indoeuropeus. Autors com Salvador Conejo lliguen directament el càntabre, el basc i el carpetà amb les llengües celtibèriques de la meitat nord de la península ibèrica.

## Principals teories sobre l'origen del càntabre
- Antonio Tovar Llorente:

Tovar és un dels principals defensors de la teoria preindoeuropea, o almenys de l'existència d'un fort substrat preindoeuropeu. Va ser Tovar (1955) el que basant-se en aquests arguments va explicar l'aspiració emparentant els orígens del càntabre amb els del basc. Tovar trobà referències en l'onomàstica i la toponímia càntabres per a datar un substrat preindoeuropeu que lligàs amb el basc. No obstant això constatà una forta influència celta a l'idioma dels càntabres, que al cap i a la fi el converteix en un idioma fonamentalment indoeuropeu.
- Julio Caro Baroja:

Caro Baroja el considerà una llengua indoeuropea a partir de l'epigrafia trobada, ja que l'organització en «gentilitats» és d'origen celta; malgrat tot, aquesta teoria deixa fora els elements preindoeuropeus que existien a la llengua i la cultures dels càntabres.
- Eduardo Peralta Labrador:

Defensant la tesi indoeuropea, assenyala que l'idioma es degué formular a partir de les invasions indoeuropees del segon mil·lenni abans de la nostra era i les de l'any 1000 aC, de les quals es conservaren la pe inicial i la intervocàlica, argumentant la seva tesi a través de les inscripcions i la toponímia.